# Дзиковская коллекция

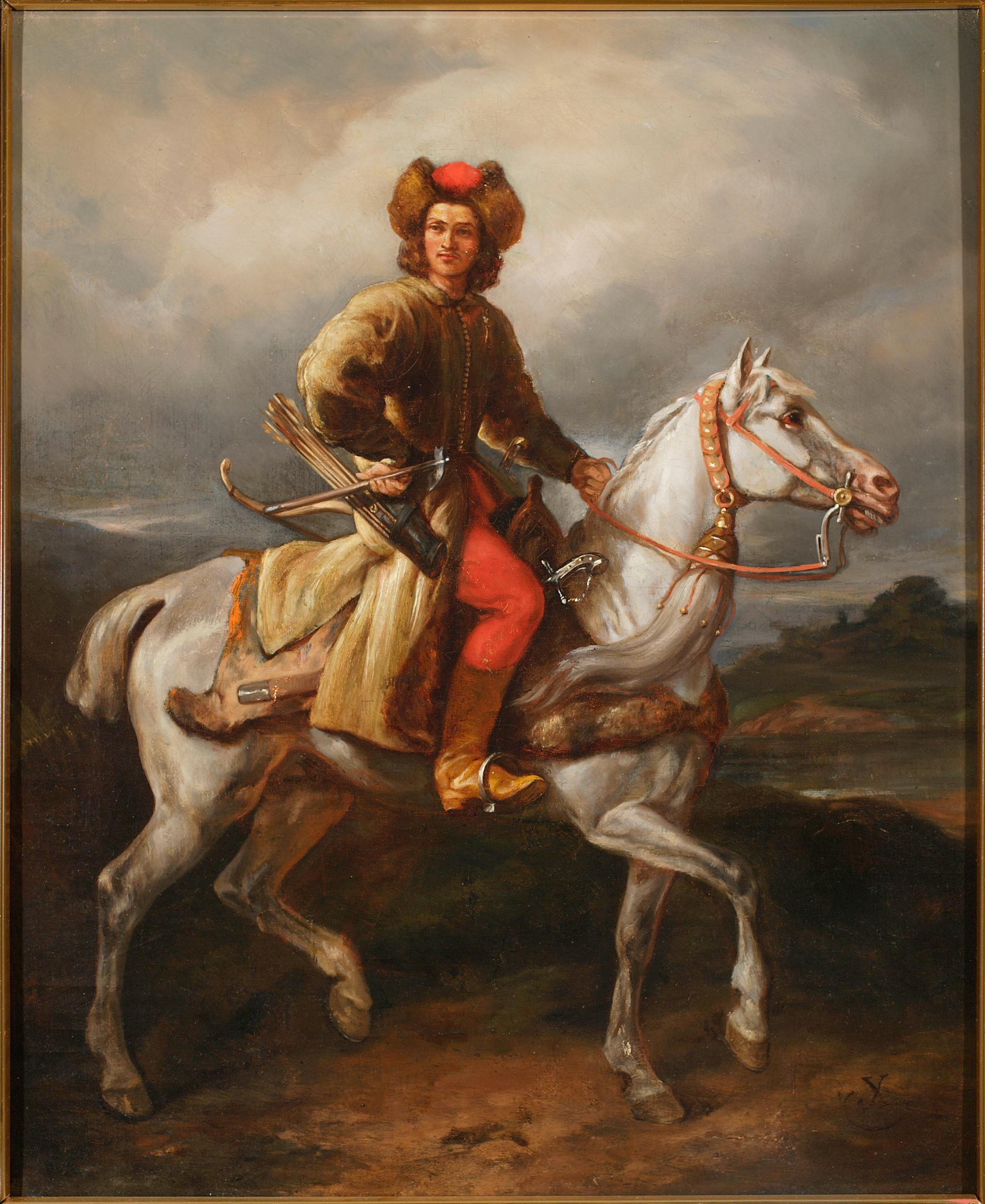
Лисовчик, автор Юлиуш Коссак, из Дзиковской коллекции

Дзиковская коллекция (пол. Zbiory dzikowskie) — название несуществующего в настоящее время единого собрания произведений искусства, исторических и культурных предметов, библиотеки, ранее принадлежавших графскому роду Тарновских. Название происходит от местности Дзикув (сегодня — в составе Тарнобжега, Польша), где находится Дзиковский замок, являвшийся родовым поместьем рода Тарновских.

## История
Коллекцию стал собирать Ян Феликс Тарновский после своего возвращения в 1810 году из Варшавы в родовое имение в Дзикове. К концу XIX века собрание состояло из более 250 картин европейских художников, архива, содержащего важнейшие документы польской истории и библиотеки первых изданий польских авторов.
В собрании Яна Феликса Тарновского находились картины Тициана, Паоло Веронезе, Ван Дейка, Рембрандта, иллюминированные рукописи, первые печатные издания польских писателей и поэтов.
Перед началом II Мировой войны Дзиковская коллекция была спрятана. Артур Тарновский передал часть картин в Национальный музей в Кракове, библиотеки Львова и Варшавы. Остальная часть картин и предметов искусства были замурованы в подвале Дзиковского замка. Архив и библиотека были размещены в фамильных склепах Тарновских.
После войны предметы коллекции хранились в государственных музеях. Артур Тарновский предпринимал усилия, чтобы собрать коллекцию в едином месте. В 2003 году Министерство культуры Польши объявило Дзиковский замок музеем. С 2006 года в замке проводится ремонт, по окончании которого в 2011 году здесь планируется открыть музей Тарковских и разместить в нём часть Дзиковской коллекции.
В настоящее время экспонаты коллекции находятся в Национальной библиотеке в Варшаве, Национальном музее в Кракове, Национальном музее в Варшаве.

## Некоторые предметы коллекции
- Рукопись книги «Пан Тадеуш» Адама Мицкевича;
- «Хроника Галла Анонима»;
- первая рукопись гимна Богородица;
- оригиналы «Вислицкого статута»;
- Персей скульптора Антонио Кановы;
- «Автопортрет» Рембрандта;
- Картина «Лисовчик» Юлиуша Коссак;
- Карабела и булава Яна Амора Тарновского